# Sabine Oberhauser
Sabine Oberhauser (ur. 30 sierpnia 1963 w Wiedniu, zm. 23 lutego 2017 tamże) – austriacka polityk, lekarka i działaczka związkowa, posłanka do Rady Narodowej, od 2014 do 2017 minister zdrowia.

## Życiorys
W 1987 ukończyła studia medyczne na Uniwersytecie Wiedeńskim, w 1991 podjęła praktykę w zawodzie lekarza. Kształciła się na kursach podyplomowych m.in. z zarządzania jednostkami służby zdrowia. Powoływana w skład różnych organizacji zawodowych i społecznych, była m.in. członkinią rady wiedeńskiej izby lekarskiej.
Zaangażowała się w działalność polityczną w ramach Socjaldemokratycznej Partii Austrii. Od 2004 do 2011 kierowała afiliowaną przy tej partii organizacją lekarską. W latach 2003–2010 pełniła funkcję przewodniczącej branżowego związku zawodowego ARGE. Od 2009 do 2014 była wiceprzewodniczącą centrali związkowej Österreichischer Gewerkschaftsbund.
W 2006, 2008 i 2013 obejmowała mandat posłanki do Rady Narodowej XXIII, XXIV i XXV kadencji, w 2013 została wiceprzewodniczącą socjaldemokratycznej frakcji parlamentarnej. We wrześniu 2014 zastąpiła Aloisa Stögera na stanowisku ministra zdrowia w drugim rządzie Wernera Faymanna. Pozostała na tym urzędzie także w utworzonym w maju 2016 gabinecie Christiana Kerna. W 2015 wykryto u niej chorobę nowotworową. 15 lutego 2017 w związku z jej hospitalizacją obowiązki ministra zdrowia czasowo przejął Alois Stöger. Osiem dni później Sabine Oberhauser zmarła.